# Ordinace (protestantství)

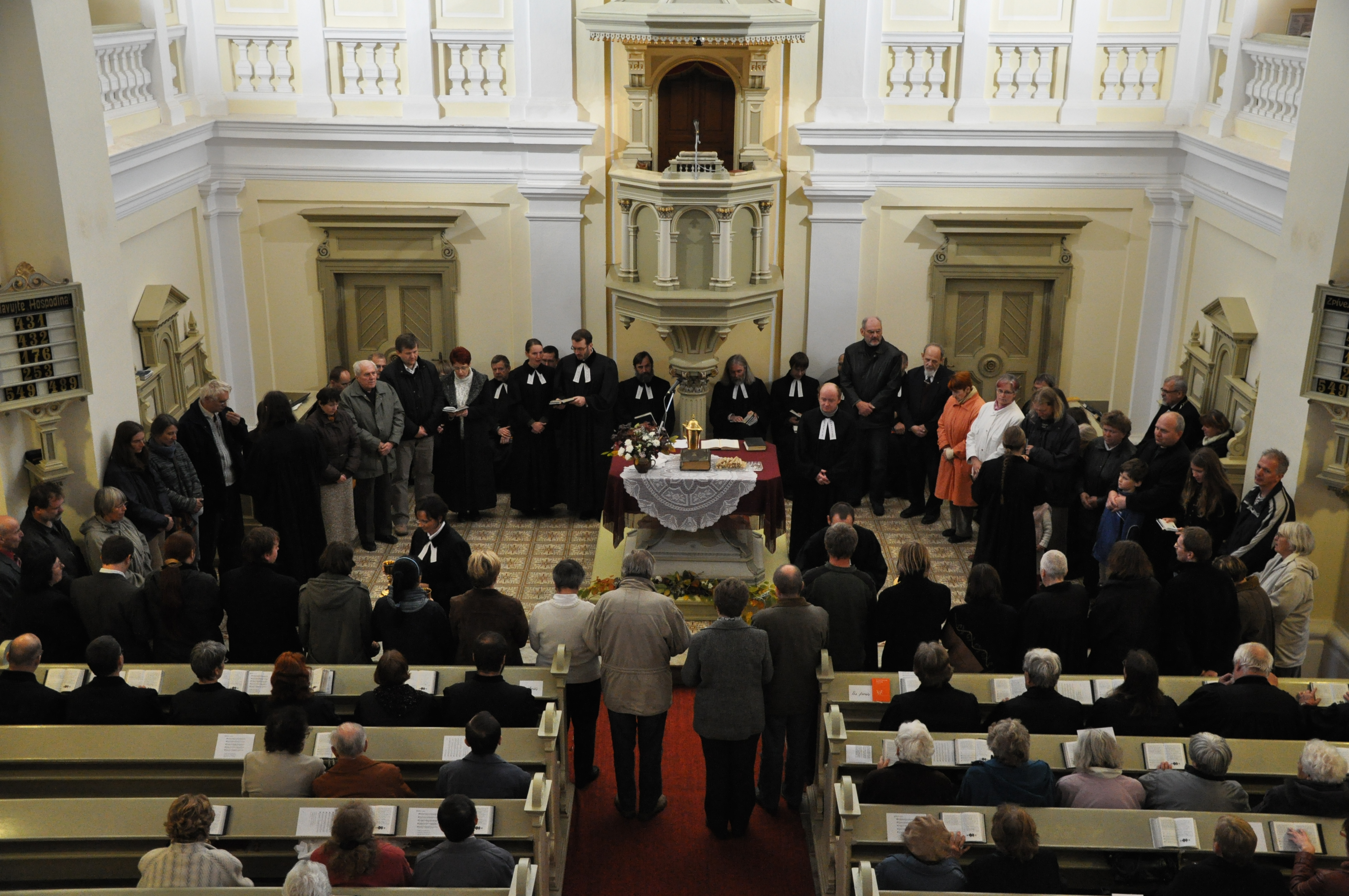
Večeře Páně během ordinace nových farářů Českobratrské církve evangelické v Novém Městě na Moravě (2010).

Ordinace je termín pro pověření protestantských duchovních ke službě v církvi. Obvykle jsou při této příležitosti konány tzv. ordinační bohoslužby, při nichž většinou přijímá ordinaci větší počet kandidátů kazatelské služby. Tito se také zpravidla podílejí na přípravě a průběhu těchto bohoslužeb, ale nemusí to platit beze zbytku. Koná se vždy v některém farním sboru a je veřejně přístupná.